# Repno, Šentjur
Repno je naselje v Občini Šentjur.